# 62 pr. n. št.
62 pr. n. št. je bilo leto predjulijanskega rimskega koledarja. V rimskem svetu je bilo znano kot leto sokonzulstva Silana in Murene, pa tudi kot leto 692 ab urbe condita.
Oznaka 62 pr. Kr. oz. 62 AC (Ante Christum, »pred Kristusom«), zdaj posodobljeno v 62 pr. n. št., se uporablja od srednjega veka, ko se je uveljavilo številčenje po sistemu Anno Domini.